# ربلم
الربلم أو جذري الغمد (الاسم العلمي: Rhopilema) هو جنس من الحيوانات يتبع فصيلة جذرية الفم من رتبة جذريات الفم.

## أنواع الربلم
- ربلم مأكول
- ربلم خشن الأوبار
- ربلم جوال
- ربلم نبوتي
- ربلم فيريلي